# Eptesicus furinalis
Eptesicus furinalis је врста слепог миша из породице вечерњака (лат. Vespertilionidae).

## Распрострањење
Ареал врсте Eptesicus furinalis обухвата већи број држава. Врста је присутна у Бразилу, Аргентини, Мексику, Перуу, Еквадору, Боливији, Парагвају, Уругвају, Панами, Никарагви, Костарици, Гватемали, Хондурасу, Салвадору, Белизеу, Гвајани, Суринаму и Француској Гвајани.

## Угроженост
Ова врста је наведена као последња брига, јер има широко распрострањење и честа је врста.